# Pompeo Figari
Pompeo Figari (Rapallo, metà del XVII secolo – Rapallo, 1730) è stato un letterato e presbitero italiano, ricordato soprattutto per aver preso parte nel 1690 alla fondazione dell'Accademia dell'Arcadia.

## Biografia
Non si hanno molti dati sui primi anni di vita di Pompeo Figari. Nacque a Rapallo da Lorenzo Figari e Maria Debernardi; ma non sono noti né l'anno di nascita, né gli studi fatti, né l'anno in cui divenne presbitero, né l'anno in cui si trasferì a Roma. La prima data nella quale è registrata la sua esistenza è quella del 5 ottobre 1690 quando prese parte alla fondazione dell'Accademia dell'Arcadia assieme al Gravina e al Crescimbeni. Fu un poeta molto prolifico e fu protetto da papa Clemente XI, anch'egli arcade, il quale gli conferì dei benefici ecclesiastici in Corsica. Nel 1707, con il nome di Montano Falanzio, divenne segretario dell'Arcadia. Negli ultimi anni della sua vita si ritirò nella città natale dove, con l'aiuto del nipote Gian Maria, si dedicò alla revisione di una versione poetica dei Salmi penitenziali. Avrebbe voluto fare lo stesso con altre composizioni poetiche, ma ne fu impedito dalla morte, avvenuta nel 1730; le opere revisionate furono pubblicate postume molti anni dopo, nel 1761, a cura dello stesso nipote.

## Opere

### Epitalami, Canzoni, Sonetti
- L'ironia de' malevoli rivolta in profezia nella sconfitta dell'armi ottomane sotto Vienna: oda consacrata all'eccellenza del sig. d. Gianandrea Doria ... da Pompeo Figari, Lucca : Iacinto Paci, 1683
- La contesa di Roma, e di Venezia: per l'illustrissimo, & eccellentissimo signore il signor principe D. Pietro Ottoboni nipote di nostro signore, Canzone all'istesso dedicata dall'abb. Pompeo Figàri, Roma : Marc' Antonio e Orazio Campana, 1689 (Google libri)
- Per le nozze degl'eccellentissimi principi D. Marc'Antonio Borghese, e D. Livia Spinola: Canzone epitalamica, Dedicata all'eccellenza della signora principessa D. Flaminia Panfilia Pallavicini. Dall'abb. Pompeo Figàri, Roma : Marc'Antonio et Orazio Campana, 1691
- Il salmista penitente, o sia Sposizione poetica sovra ogni verso de' sette Salmi Penitenziali dell'abate Pompeo Figari genouese, frà gli Arcadi di Roma Montano Falanzio, dall'istesso consecrata all'ill. mo, e rever. mo signore Monsignor Giambattista Spinola arciuescouo di Genoua, Genoua : per Antonio Casamara. In piazza Cicala[5]
- La produzione di Pompeo Figari legata all'Arcadia è contenuta prevalentemente nei volumi II e IX delle Rime degli arcadi (Roma : Antonio Rossi alla piazza di Ceri, 1716-1722).
- Sonetti encomiastici di Figari si trovano:
  - nella Raccolta di tutte le poesie liriche di Gabriello Chiabrera, Genova : Stamperia d'Anton Giorg. Franch., 1698, voluta dal cardinale G. B. Spinola e curata da Giuseppe Paolucci;
  - nella Vita di S. Pietro Ispano di Giuseppe Capogna (Roma 1710)
  - nella raccolta  Alcandro o sia il Serenissimo Benedetto Viale Doge della Serenissima Repubblica di Genova, Genova : Gio. Battista Casamara, 1719

### Testi sacri per musica
- La Fede consolata: componimenti per musica da cantarsi per la notte del santissimo Natale nel Palazzo Apostolico. Parole dell'abbate Pompeo Figari musica di Flavio Lanciani, Roma : Stamperia della Rev. Cam. Apost., 1689
- Abram in Aegypto: Melodramma abbatis Pompeii Figarii musicis animatum modulis a Dominico Zazara Seminarii Romani phonasco, Romae : ex typographia Reu. Cam. Apostolicae, 1692
- Pharaonis infaustus amor melodramma A.P.F. Musicis animatum modulis a Dominico Zazara Seminarij Romani phonasco, Romae : ex typographia Iosephi Vannacij, 1693
- Abigail; melodramma in sacello archiconfratern. SS. mi Crucifixi feria sexta post Dominicam passionis; Sub harmonica directione Cinthii Vinchionii Viterbiensis audiendum, Romae : typis Reu. Camerae Apostolicae, 1694
- La conuersione della Maddalena: Oratorio dell'abbate Pompeo Figari, Da cantarsi in S. Girolamo della Carità, posto in musica da Cinthio Vinchioni, Roma : Gio. Francesco Buagni, 1702
- Il Giudicio di Salomone: dramma sacro dell'abate Pompeo Figari tra gli arcadi Montano Falanzio: posto in musica per l'oratorio di S. Girolamo della carità da Giuseppe Scalmani, Roma : Dom. Ant. Ercole in Parione, 1703
- Il genere umano consolato: Componimento poetico da cantarsi in Palazzo Apostolico la notte del ss.mo Natale dell'anno 1704. Parole dell'abbate Pompero Figari, trà gli Arcadi Montano Falanzio; poste in musica dal signor Quirino Colonbani, Roma : nella stamperia della Rev. Cam. Apost., 1704